# Аль-Валід II ібн Язід
Аль-Валід II ібн Язід (араб. الوليد بن يزيد 706 — 17 квітня 744) — омеядський халіф. Успадкував трон від свого дядька Хішама.

## Життєпис
Аль-Валід II здійнявся на престол після смерті Хішама 6 лютого 743 року. Окрім управлінських талантів, Аль-Валід був поетом – Ат-Табарі цитував кілька віршів халіфа.
Коли аль-Валід визначив двох своїх синів від рабині спадкоємцями, виникло значне напруження всередині родини, що призвело до вбивства правителя. Владу ж успадкував його двоюрідний брат Язід III.